# Parallèle hommes des championnats du monde de ski alpin 2021
Navigation
Édition suivante
Le Parallèle hommes des championnats du monde de ski alpin 2021, s'est déroulé le 16 février 2021. Il s'agit de la première édition de cette épreuve.
Le Français Mathieu Faivre remporte la finale face au Croate Filip Zubčić. Le Suisse Loïc Meillard, troisième du combiné la veille, est médaillé de bronze.

## Résultats

### Qualifications
Un système de qualification inédit est mis en place pour cette épreuve. À partir du classement WCSL, on attribue alternativement à chaque concurrent l'un des 2 tracés. Chaque compétiteur n'effectue qu'une seule course dans ce tracé. Les 8 meilleurs de chaque tracé sont qualifiés pour les huitièmes de finale. À partir des 2 classement obtenus, les têtes de série sont déterminées en sélectionnant alternativement les concurrents de chaque classement. Le tableau est alors construit conformément aux pratiques traditionnelles.
Notons qu'Alexis Pinturault et Henrik Kristoffersen (respectivement premier et second de l'unique parallèle de Coupe du monde la saison) ne participent à cette épreuve et se réservent pour le slalom géant et le slalom à venir. 
| Place | Dossard                       | Nom                   | Pays                 | Tracé Bleu | Tracé Rouge | Notes |
| ----- | ----------------------------- | --------------------- | -------------------- | ---------- | ----------- | ----- |
| 1     | 3                             | Loïc Meillard         | Suisse               | 31.79 (1)  |             | Q     |
| 2     | 1                             | Alexander Schmid      | Allemagne            | 32.01 (2)  |             | Q     |
| 3     | 14                            | Fabio Gstrein         | Autriche             |            | 32.02 (1)   | Q     |
| 4     | 11                            | Žan Kranjec           | Slovénie             | 32.03 (3)  |             | Q     |
| 5     | 2                             | Stefan Luitz          | Allemagne            |            | 32.14 (2)   | Q     |
| 6     | 26                            | Marco Odermatt        | Suisse               |            | 32.31 (3)   | Q     |
| 7     | 41                            | Samu Torsti           | Finlande             | 32.38 (4)  |             | Q     |
| 8     | 20                            | Linus Straßer         | Allemagne            |            | 32.41 (4)   | Q     |
| 9     | 10                            | Mathieu Faivre        | France               |            | 32.51 (5)   | Q     |
| 10    | 15                            | Timon Haugan          | Norvège              | 32.53 (5)  |             | Q     |
| 11    | 19                            | Luca de Aliprandini   | Italie               | 32.63 (6)  |             | Q     |
| 12    | 22                            | River Radamus         | États-Unis           |            | 32.64 (6)   | Q     |
| 12    | 7                             | Filip Zubčić          | Croatie              | 32.64 (7)  |             | Q     |
| 14    | 13                            | Mattias Rönngren      | Suède                | 32.68 (8)  |             | Q     |
| 15    | 17                            | Justin Murisier       | Suisse               | 32.69 (9)  |             |       |
| 16    | 16                            | Štefan Hadalin        | Slovénie             |            | 32.81 (7)   | Q     |
| 17    | 25                            | Marco Schwarz         | Autriche             | 32.86 (10) |             |       |
| 18    | 37                            | Luke Winters          | États-Unis           | 32.90 (11) |             |       |
| 19    | 30                            | Ivan Kuznetsov        | Fédération de Russie |            | 32.97 (8)   | Q     |
| 20    | 6                             | Roland Leitinger      | Autriche             |            | 33.00 (9)   |       |
| 21    | 29                            | Istok Rodeš           | Croatie              | 33.08 (12) |             |       |
| 22    | 21                            | Giovanni Borsotti     | Italie               | 33.13 (13) |             |       |
| 23    | 27                            | Riccardo Tonetti      | Italie               | 33.14 (14) |             |       |
| 24    | 24                            | Trevor Philp          | Canada               |            | 33.25 (10)  |       |
| 25    | 39                            | Laurie Taylor         | Grande-Bretagne      | 33.34 (15) |             |       |
| 26    | 40                            | Andreas Žampa         | Slovaquie            |            | 33.41 (11)  |       |
| 27    | 33                            | William Hansson       | Suède                | 33.53 (16) |             |       |
| 28    | 43                            | Aljaž Dvornik         | Slovénie             | 33.56 (17) |             |       |
| 29    | 31                            | Maarten Meiners       | Pays-Bas             | 33.78 (18) |             |       |
| 30    | 47                            | Willis Feasey         | Nouvelle-Zélande     | 33.87 (19) |             |       |
| 30    | 46                            | Dries Van den Broecke | Belgique             |            | 33.87 (12)  |       |
| 32    | 48                            | Charlie Raposo        | Grande-Bretagne      |            | 34.32 (13)  |       |
| 33    | 45                            | Yohei Koyama          | Japon                | 34.76 (20) |             |       |
|       | 4                             | Adrian Pertl          | Autriche             |            | Abandon     |       |
| 5     | Thibaut Favrot                | France                | Abandon              |            |             |       |
| 8     | Leif Kristian Nestvold-Haugen | Norvège               |                      | Abandon    |             |       |
| 9     | Gino Caviezel                 | Suisse                | Abandon              |            |             |       |
| 12    | Erik Read                     | Canada                |                      | Abandon    |             |       |
| 18    | Kristoffer Jakobsen           | Suède                 |                      | Abandon    |             |       |
| 23    | Fabian Wilkens Solheim        | Norvège               | Abandon              |            |             |       |
| 28    | Sebastian Holzmann            | Allemagne             |                      | Abandon    |             |       |
| 32    | Jeffrey Read                  | Canada                |                      | Abandon    |             |       |
| 34    | Ondřej Berndt                 | Tchéquie              |                      | Abandon    |             |       |
| 35    | Jan Zabystřan                 | Tchéquie              | Abandon              |            |             |       |
| 36    | Seigo Kato                    | Japon                 |                      | Abandon    |             |       |
| 38    | Billy Major                   | Grande-Bretagne       |                      | Abandon    |             |       |
| 42    | Kryštof Krýzl                 | Tchéquie              |                      | Abandon    |             |       |
| 44    | Giovanni Franzoni             | Italie                |                      | Abandon    |             |       |

### Tableau final[2],[3]
Lors de chaque duel les deux skieurs se sont affrontés à deux reprises, skiant chacun une fois sur la piste rouge et une fois sur la piste bleue. Le retard du skieur le moins rapide était arrêté à 50 centièmes de seconde lors de la première manche mais pas lors de la seconde. Le parcours bleu s'étant dégradé beaucoup plus que l'autre, cela a posé un problème d'équité car le skieur commençant sur cette piste était avantagé. 
| 1/8 de finale | 1/8 de finale       | 1/8 de finale |  |  | Quarts de finale | Quarts de finale    | Quarts de finale |  |  | Demi-finales | Demi-finales     | Demi-finales |  |                 | Finale          | Finale           | Finale |
|               |                     |               |  |  |                  |                     |                  |  |  |              |                  |              |  |                 |                 |                  |        |
| 1             | Loïc Meillard       |               |  |  |                  |                     |                  |  |  |              |                  |              |  |                 |                 |                  |        |
| 16            | Ivan Kuznetsov      | +2.23         |  |  | 1                | Loïc Meillard       |                  |  |  |              |                  |              |  |                 |                 |                  |        |
| 8             | Linus Straßer       |               |  |  | 8                | Linus Straßer       | +0.24            |  |  |              |                  |              |  |                 |                 |                  |        |
| 9             | Timon Haugan        | DNS           |  |  |                  |                     |                  |  |  | 1            | Loïc Meillard    | +0.02        |  |                 |                 |                  |        |
| 5             | Žan Kranjec         | +0.09         |  |  |                  |                     |                  |  |  | 13           | Filip Zubčić     |              |  |                 |                 |                  |        |
| 12            | River Radamus       |               |  |  | 12               | River Radamus       | +0.62            |  |  |              |                  |              |  |                 |                 |                  |        |
| 4             | Stefan Luitz        | +0.20         |  |  | 13               | Filip Zubčić        |                  |  |  |              |                  |              |  |                 |                 |                  |        |
| 13            | Filip Zubčić        |               |  |  |                  |                     |                  |  |  |              |                  |              |  |                 | 13              | Filip Zubčić     | +0.48  |
| 3             | Alexander Schmid    |               |  |  |                  |                     |                  |  |  |              |                  |              |  |                 | 10              | Mathieu Faivre   |        |
| 14            | Štefan Hadalin      | +0.08         |  |  | 3                | Alexander Schmid    |                  |  |  |              |                  |              |  |                 |                 |                  |        |
| 6             | Marco Odermatt      | +0.01         |  |  | 11               | Luca de Aliprandini | +0.06            |  |  |              |                  |              |  |                 |                 |                  |        |
| 11            | Luca de Aliprandini |               |  |  |                  |                     |                  |  |  | 3            | Alexander Schmid | +1.39        |  |                 |                 |                  |        |
| 7             | Samu Torsti         | +0.55         |  |  |                  |                     |                  |  |  | 10           | Mathieu Faivre   |              |  |                 |                 |                  |        |
| 10            | Mathieu Faivre      |               |  |  | 10               | Mathieu Faivre      |                  |  |  |              |                  |              |  | Troisième place | Troisième place | Troisième place  |        |
| 2             | Fabio Gstrein       |               |  |  | 2                | Fabio Gstrein       | +0.02            |  |  |              |                  |              |  |                 | 1               | Loïc Meillard    |        |
| 15            | Mattias Rönngren    | DNF           |  |  |                  |                     |                  |  |  |              |                  |              |  |                 | 3               | Alexander Schmid | DNF    |

## Classement final
| Place              | Dossard | Nom                 | Pays                 |
| ------------------ | ------- | ------------------- | -------------------- |
| Médaille d'or      | 10      | Mathieu Faivre      | France               |
| Médaille d'argent  | 7       | Filip Zubčić        | Croatie              |
| Médaille de bronze | 3       | Loïc Meillard       | Suisse               |
| 4                  | 1       | Alexander Schmid    | Allemagne            |
| 5                  | 19      | Luca de Aliprandini | Italie               |
| 6                  | 14      | Fabio Gstrein       | Autriche             |
| 7                  | 20      | Linus Straßer       | Allemagne            |
| 8                  | 22      | River Radamus       | États-Unis           |
| 9                  | 2       | Stefan Luitz        | Allemagne            |
| 10                 | 11      | Žan Kranjec         | Slovénie             |
| 11                 | 26      | Marco Odermatt      | Suisse               |
| 12                 | 41      | Samu Torsti         | Finlande             |
| 13                 | 30      | Ivan Kuznetsov      | Fédération de Russie |
| 14                 | 15      | Tim Haugan          | Norvège              |
| 15                 | 13      | Mattias Rönngren    | Suède                |
| 16                 | 16      | Štefan Hadalin      | Slovénie             |